# Zimbabwe Rugby Union
Die Zimbabwe Rugby Union (ZRU) ist der nationale Dachverband für Rugby Union und Siebener-Rugby in Simbabwe. Der im Jahr 1895 gegründete Verband hat seinen Sitz in Harare. Seit 1987 vertritt er Simbabwe beim Weltverband World Rugby und beim Kontinentalverband Rugby Africa.

## Aufgabe
Die Zimbabwe Rugby Union stellt die Simbabwe vertretenden Nationalmannschaften, einschließlich der für die Männer, Frauen und Jugend, zusammen. Daneben organisiert der Verband das Kinder- und Jugend-Rugby in Simbabwe. Kinder und Jugendliche werden bereits in der Schule an den Rugbysport herangeführt und je nach Interesse und Talent beginnt dann die Ausbildung. Allerdings ist die Zahl der Schulen, die überhaupt Rugby anbieten, aus historischen Gründen begrenzt. Es handelt sich hierbei überwiegend um private Institutionen, die auf die Bedürfnisse einer kleinen Ober- und Mittelschicht ausgerichtet und somit für weite Bevölkerungskreise unerschwinglich sind. Wie andere Rugbynationen verfügt Simbabwe über eine U-20-Nationalmannschaft, die an den entsprechenden Weltmeisterschaften teilnimmt. Ebenso ist die Zimbabwe Rugby Union verantwortlich für die simbabwische Siebener-Rugby-Nationalmannschaft und da Siebener-Rugby eine olympische Sportart ist, arbeitet sie hier mit dem Zimbabwe Olympic Committee zusammen.
Der Verband organisiert auch den nationalen Spielbetrieb. Aufgrund der schwach ausgebildeten Strukturen verfügt Simbabwe nur über eine relativ kleine Rugby-Union-Liga, die sechs Mannschaften umfassende Super Six Rugby League. Spieler mit größeren Ambitionen gehören der Auswahlmannschaft Zimbabwe Goshawks an, die am südafrikanischen Wettbewerb Currie Cup teilnimmt und ihre Heimspiele zu diesem Zweck in Kapstadt austrägt. Ein Großteil der Spieler, die für die Nationalmannschaft antritt, gehört entweder dieser Auswahl an oder spielt für andere südafrikanische Teams. Weitere Spieler stehen bei europäischen Vereinen unter Vertrag.

## Geschichte
Die Gründung des Verbandes Rhodesia Rugby Football Union (RRFU) erfolgte im Jahr 1895. 1980 erfolgte die Umbenennung in Zimbabwe Rugby Union (ZRU). Sieben Jahre später wurde die Zimbabwe Rugby Union als Vollmitglied in den International Rugby Football Board (IRFB, heute World Rugby) aufgenommen. Ebenfalls 1987 wurde die ZRU Mitglied des Kontinentalverbandes Rugby Africa.

## Logo
Das Logo der Zimbabwe Rugby Union zeigt einen goldenen Simbabwe-Vogel (das Wappentier des Landes) auf einem roten Stern, wie er auf der Flagge Simbabwes abgebildet ist. Der Spitzname der Nationalmannschaft lautet Sables, abgeleitet von der Rappenantilope, die auf Englisch als englisch sable antelope bezeichnet wird.